# Håvard Blikra
Håvard Jorbekk Blikra (2 november 1991) is een Noors voormalig professioneel wielrenner.

## Belangrijkste overwinningen
2013
2e etappe Roserittet DNV Grand Prix
Eindklassement Roserittet DNV Grand Prix
2015
1e, 2e en 3e etappe Boucle de l'Artois
Eindklassement Boucle de l'Artois